# 43. pr. Kr.
◄ | 2. stoljeće pr. Kr. | 1. stoljeće pr. Kr. | 1. stoljeće | ►
◄ | 70-ih pr. Kr. | 60-ih pr. Kr. | 50-ih pr. Kr. | 40-ih pr. Kr. | 30-ih pr. Kr. | 20-ih pr. Kr. | 10-ih pr. Kr. | ►
◄◄ | ◄ | 46. pr. Kr. | 45. pr. Kr. | 44. pr. Kr. | 43 pr. Kr. | 42. pr. Kr. | 41. pr. Kr. | 40. pr. Kr. | ► | ►►
Astronomija

## Događaji
- 11. studenog – Oporučni glavni nasljednik i Cezarov usvojeni sin Gaj Julije Cezar Oktavijan, vojskovođa Marko Antonije i raniji vođa konjanika Marko Aemilije Lepidije sklopili su u Bologni trojni savez – trijumvirat. Taj drugi trijumvirat u povijesti Rimskog Carstva dobio je od Senata pune ovlasti na pet godina kako bi u njegovu korist riješio građanski rat koji je izbio nakon Cezarova ubojstva.
- 27. studenog – Oktavijan, Lepid i Marko Antonije osnivaju drugi trijumvirat.
- Lucije Munacije Plank osnovao Lugdunum na području današnjeg Lyona.

## Rođenja
- 20. svibnja – Publije Ovidije Nazon, rimski pjesnik

## Smrti
- 7. prosinca – Ciceron, rimski političar i autor (ubijen) (* 106. pr. Kr.)

### Nepoznat datum smrti
- Gaj Ver – rimski političar